# 普願寺
普願寺（ふがんじ）は長野県須坂市にある浄土真宗本願寺派の寺院。寺号は大岩山。本尊は木造阿弥陀如来立像。

## 歴史
開基は信濃源氏井上氏。信濃国の他、関東にも所領を持ち、一族の中には親鸞に帰依して出家するものがみられた。鎌倉時代には当寺と勝善寺(須坂市)、西厳寺、光蓮寺（長野市）、願生寺（新潟県妙高市）、本誓寺（同上越市）からなる「磯部6か寺」を形成した。寺伝では、初代の賢阿坊信性により武蔵国秩父郡に創建され、観応2年（1351年）に信濃国高井郡日滝に遷移したとされる。正和3年（1314年）に本願寺の覚如上人により普願寺の寺号および木仏を与えられ、弘治元年（1555年）に日滝から現在地に遷移した。天正5年（1577年）には石山合戦で石山本願寺の光佐に兵糧米を送っている。
本堂は1747年に再建された。桁行18間、梁間18間で、浄土真宗としては県下随一の大きさを誇り、須坂市指定文化財になっている。
境内には本堂、山門、鐘楼、庫裡、茶所、御殿、講堂、中門、通用門、番所、納戸、土蔵などがあり、明治時代まで市内の太子堂町の太子堂にあった聖徳太子立像は鎌倉時代の運慶の系統の作とされ、須坂市指定文化財になっている。昭和54年（1979年）、本堂前に親鸞聖人銅像を建立した。